# 334 f.Kr.
| 334 f.Kr.          |
| ------------------ |
| Dødsfald - Fødsler |
|                    |

## Begivenheder
- Maj – Slaget ved Granikos, hvor Memnon af Rhodos besejres af Alexander den Store.

## Født
- Zenon fra Kition, cypriotisk filosof, som grundlagde Stoicismen (død ca. 262 f.Kr.)

## Dødsfald
| År | Spire Denne artikel om et år, årti, århundrede eller årtusinde er en spire som bør udbygges. Du er velkommen til at hjælpe Wikipedia ved at udvide den. |